# Dunlop World Challenge
Dunlop World Challenge — профессиональный теннисный турнир, проводимый осенью в Тоёте (префектура Айти, Япония) на ковровые кортах местного Sky Hall Toyota. С 2008 года мужской турнир относится к серии ATP Challenger с призовым фондом 40 тысяч долларов и турнирной сеткой, рассчитанной на 32 участника в одиночном разряде и 16 пар; а женский — к женской серии ITF с призовым фондом в 75 тысяч долларов и турнирной сеткой, рассчитанной на 32 участницы в одиночном разряде и 16 пар; всем участникам соревнований также дополнительно оплачивается проживание.

## Общая информация
Турнир основан накануне сезона-2008 как часть позднеосенней серии турниров на данном покрытии в регионе. С момента основания все четыре приза проводятся параллельно — в рамках одной календарной недели.

## Финалы турниров

### Одиночный разряд
| Год  | Чемпион          | Финалист            | Счёт          |
| ---- | ---------------- | ------------------- | ------------- |
| 2016 | Джеймс Дакворт   | Тацума Ито          | 7-5 4-6 6-1   |
| 2015 | Ёсихито Нисиока  | Александр Кудрявцев | 6-3 6-4       |
| 2014 | Го Соэда (2)     | Тацума Ито          | 6-4 7-5       |
| 2013 | Мэттью Эбден     | Юити Сугита         | 6-3 6-2       |
| 2012 | Михал Пшисенжний | Хироки Мория        | 6-2 6-3       |
| 2011 | Тацума Ито (2)   | Себастьян Ришик     | 6-4 6-2       |
| 2010 | Тацума Ито       | Юити Сугита         | 6-4 6-2       |
| 2009 | Владимир Игнатик | Тацума Ито          | 7-6(7) 7-6(3) |
| 2008 | Го Соэда         | Ли Хён Тхэк         | 6-2 7-6(7)    |

| Год  | Призовые  | Чемпионка          | Финалистка        | Счёт        |
| ---- | --------- | ------------------ | ----------------- | ----------- |
| 2016 | $50,000+H | Арина Соболенко    | Лизетт Кабрера    | 6-2 6-4     |
| 2015 | $75,000+H | Яна Фетт           | Луксика Кумкхум   | 6-4 4-6 6-4 |
| 2014 | $75,000+H | Ан-Софи Местах     | Сюко Аояма        | 6-1 6-1     |
| 2013 | $75,000+H | Луксика Кумкхум    | Хироко Кувата     | 3-6 6-1 6-3 |
| 2012 | $75,000+H | Штефани Фёгеле     | Кимико Датэ-Крумм | 7-6(3) 6-4  |
| 2011 | $75,000+H | Тамарин Танасугарн | Кимико Датэ-Крумм | 6-2 7-5     |
| 2010 | $75,000+H | Мисаки Дои         | Дзюнри Намигата   | 7-5 6-2     |
| 2009 | $75,000+H | Кимико Датэ-Крумм  | Бояна Йовановски  | 7-5 6-2     |
| 2008 | $75,000+H | Аюми Морита        | Ксения Лыкина     | 6-1 6-3     |

### Парный разряд
| Год  | Чемпионы                              | Финалисты                            | Счёт           |
| ---- | ------------------------------------- | ------------------------------------ | -------------- |
| 2016 | Мэтт Рид (2) Джон-Патрик Смит         | Дживан Недунчежиян Кристофер Рунгкат | 6-3 6-4        |
| 2015 | Брайдан Клейн Мэтт Рид                | Риккардо Гедин И Чжухуань            | 6-2 7-6(3)     |
| 2014 | Тосихидэ Мацуй Ясутака Утияма         | Бумпэй Сато Ян Цзунхуа               | 7-6(6) 6-2     |
| 2013 | Чейз Башанан Блаж Рола                | Маркус Даниэлл Артём Ситак           | 4-6 6-3 [10-4] |
| 2012 | Филипп Освальд Мате Павич             | Андреа Арнабольди Маттео Виола       | 6-3 3-6 [10-2] |
| 2011 | Хироки Кондо И Чжухуань               | Гао Пэн Гао Вань                     | 6-4 6-1        |
| 2010 | Трет Конрад Хьюи Пурав Раджа          | Тасуку Ивами Хироки Кондо            | 6-1 6-2        |
| 2009 | Андис Юшка Александр Кудрявцев        | Алексей Кедрюк Дзюнн Мицухаси        | 6-4 7-6(6)     |
| 2008 | Фредерик Нильсен Айсам-уль-Хак Куреши | Чжэнь Ти Гжегож Панфил               | 7-5 6-3        |

| Год  | Чемпионки                          | Финалистки                        | Счёт              |
| ---- | ---------------------------------- | --------------------------------- | ----------------- |
| 2016 | Ксения Лыкина Акико Омаэ (2)       | Аяка Окуно Рика Фудзивара         | 6-7(4) 6-2 [10-5] |
| 2015 | Акико Омаэ Пеангтарн Плипыч        | Луксика Кумкхум Юуки Танака       | 3-6 6-0 [11-9]    |
| 2014 | Эри Ходзуми Макото Ниномия (2)     | Сюко Аояма Дзюнри Намигата        | 6-3 7-5           |
| 2013 | Сюко Аояма (2) Мисаки Дои          | Эри Ходзуми Макото Ниномия        | 7-6(1) 2-6 [11-9] |
| 2012 | Эшли Барти Кейси Деллакква         | Мики Миямура Варатчая Вонгтинчай  | 6-1 6-2           |
| 2011 | Макото Ниномия Рико Саваянаги      | Каролин Гарсия Михаэлла Крайчек   | Без игры          |
| 2010 | Сюко Аояма Рика Фудзивара          | Ирина-Камелия Бегу Мэдэлина Гожня | 1-6 6-3 [11-9]    |
| 2009 | Марина Эракович Тамарин Танасугарн | Акари Иноуэ Акико Ёнэмура         | 6-1 6-4           |
| 2008 | Эмма Лайне Мелани Саут             | Кимико Датэ-Крумм Хань Синьюнь    | 6-1 7-5           |